# Философия психологии
Филосо́фия психоло́гии, также филосо́фская психоло́гия, — раздел философии науки, занимающийся исследованием и изучением методологии и оснований психологии. Философия психологии занимается анализом полученных знаний в рамках психологии, проверяет психологические теории на предмет их научности и достоверности, исследует природу устанавливаемых ими психологических законов, семиотически анализирует положения теорий.
Несмотря на то, что психология выделилась как наука из философии, влияние философских учений на неё до сих пор сильно (как, например, влияние феноменологии на гештальтпсихологию или марксизма на культурно-историческую психологию), так что для полноценного понимания современных психологических теорий необходимо знание философии
Философия психологии развивается созданным в 1963 году и насчитывающим в настоящее время более 500 членов отделом 24 Американской психологической ассоциации под названием «Общество теоретической и философской психологии» (Society for Theoretical and Philosophical Psychology)
По мнению А. Г. Маклакова, к числу проблем, которые можно решить только при сотрудничестве психологов и философов, относятся проблемы эпистемологии

## Проблемы
- Объективна ли интроспекция?
- Возможно ли рациональное познание внутреннего мира?
- Каково происхождение психики?
- Бессмертна ли душа?
- Существует ли врожденое знание?
- Что определяет развитие психологии?
- Есть ли психика не только у людей?
- Как возможна психотерапия?

## Основные направления

### Функционализм
В рамках функционализма психика трактуется как производная от деятельности внешних стимулов, лишенная её сущностной автономности, отрицается свобода воли, что повлияло на бихевиоризм в дальнейшем, одним из создателей функционализма был Джемс, близкий также к прагматизму, где действие человека ставится важнее вопросов и сомнений о сущности мира и самого человека.

### Психоанализ
Созданное Фрейдом учение, названное им метапсихологией, должно было на основе анализа бессознательного в ходе диалога с психологом давать человеческому «Я» большую свободу от инстинктивных и неразумных желаний. В дальнейшем произошел раскол психоаналитического движения, часть его стала трактовать психоанализ как практику работы с архетипами(аналитическая психология), часть стала критиковать социальные ограничения бессознательного (фрейдомарксизм), позднее появился структурный психоанализ Лакана, интерпретировавший бессознательное как язык.

### Феноменологическая психология
Эдмунд Гуссерль отказался от физикализма большинства психологических учений своего времени, начав понимать сознание как единственную доступную надежному познанию реальность. Его ученик Хайдеггер добавил к этому утверждение о принципиальной конечности человека и угрозе потере аутентичности в техническом мире, чем положил начало экзистенциальной психологии.

### Структурализм
Общепризнанный создатель психологии как науки В. Вундт описывал изначальные структуры психики, которые определяют восприятие и поведение, но столкнулся с проблемой невозможности прямого доступа к этим структурам и расплывчатости их описания. Спустя полвека его идеи в сочетании с семиотикой Соссюра сильно повлияли на общегуманитарное течение структурализма и появившиеся из него постструктурализм и постмодернизм, где структуры трактовались как лингвистические инварианты.